# Robert Kooima
Robert Kooima (...) è un docente di informatica, hacker e programmatore statunitense.
Dal 2006 è lo sviluppatore principale del videogioco di abilità Neverball e del videogioco di minigolf Neverputt. Ha partecipato allo sviluppo di Super Empty Ball, il videogioco da cui Neverball eredita il motore fisico, e ha diretto e completato numerosi progetti sperimentali per la sua università, legati alla tridimensionalità stereoscopica ed alle telecomunicazioni.

## Storia di Neverball
La più grande opera di Robert Kooima è sicuramente Neverball, un videogioco in 3D di abilità. Neverball è nato da una lunga storia che porta da Quake III Arena, a cui Robert era solito giocare, ai primi motori di rendering. Infatti Kooima aveva imparato a mappare nuovi livelli per Quake, con QeRadiant, il predecessore dell'attuale GtkRadiant. Più tardi ha deciso di intraprendere la via per un videogioco di minigolf, che sarebbe diventato Neverputt, e ancora successivamente di applicare il motore di rendering a un videogioco originale, chiamato fino alla versione 0.0840 come Super Empty Ball, che successivamente verrà chiamato solo Neverball..